# Fernand Duchâteau
Fernand Duchâteau, né le 9 juin 1891 à Cysoing et mort le 12 avril 1975 à Denain, est un homme politique français.

## Biographie
Après des études secondaires qui le conduisent au brevet supérieur, Fernand Duchateau est mobilisé pendant la Première Guerre mondiale. Son attitude au combat lui vaut la croix du combattant.
Instituteur, il s'engage au sein du SNI et adhère en 1932 au parti socialiste SFIO.
De nouveau mobilisé au début de la Seconde Guerre mondiale, il est fait prisonnier. Décoré de la croix de guerre, il est promu capitaine de réserve à la libération.
En 1947, il est élu maire de Denain, battant le communiste Henri Fiévez. Il est ensuite réélu à ce mandat à trois reprises (1953,1959 et 1965).
En 1951, il est élu président de l'association départementale des maires du Nord.
Déjà candidat, en position non-éligible, aux élections législatives de 1956 sur la liste de la SFIO, il se présente en novembre 1958 dans la 20e circonscription, où il affronte le sortant MRP Paul Gosset et l'ancien député Henri Fiévez, à qui il n'a pas réussi à ravir son siège de conseiller général dans le canton de Denain. Arrivé en deuxième position au premier tour, il l'emporte au second, grâce au désistement de Gosset, avec 55,3 % des voix contre Fiévet.
À l'Assemblée, il s'intéresse principalement aux questions scolaires. Il est ainsi rapporteur du projet de loi sur les retraites des instituteurs des écoles des Houillères, et présente une proposition de loi, en 1960, pour réformer l'éducation physique.
Il réclame aussi à de nombreuses reprises une augmentation du budget de l'Éducation nationale.
En 1962, il se représente mais est nettement distancé par Henri Fiévet au premier. Au second, il n'obtient que 26,9 % des voix dans la triangulaire qui voit le communiste élu.
En 1964, il échoue à nouveau dans sa tentative d'entrer au conseil général.
Se jugeant trop âgé, il ne tente pas de retrouver son siège de député en 1967, et renonce de même aux élections municipales de 1971.

## Décorations
- Chevalier de la Légion d'honneur (octobre 1958)

## Hommages
Son nom est donné à une maison de quartier de la ville de Denain.